# 松岡静雄
松岡 静雄（まつおか しずお、1878年（明治11年）5月1日 - 1936年（昭和11年）5月23日）は、日本の海軍軍人、言語学者、民族学者。最終階級は海軍大佐。兄は民俗学者の柳田國男。

## 経歴
兵庫県神東郡田原村辻川（現神崎郡福崎町）に儒者・松岡操、たけの七男として生まれる。その際、母親は夕日を見ているところを夢に見ており、夕日のまわりに後光がかかって軍旗のように見えたため「この子はどうも軍人になりそうです」と話した。1897年12月、海軍兵学校（25期）を首席で卒業し、1899年2月、海軍少尉任官。日露戦争には「千代田」航海長として出征し、日本海海戦を戦った。その後、「八幡丸」「千歳」の各航海長、第2艦隊参謀、海兵監事、軍令部参謀などを歴任し、1907年9月、海軍少佐に進級した。
1909年9月、オーストリア＝ハンガリー大使館付武官となり、さらに「磐手」「朝日」「筑波」の各副長を務め、第一次世界大戦時の1914年12月、臨時南洋群島防備隊参謀の発令があったが病欠で赴任できず、横須賀鎮守府付の後、海軍省文庫主管を勤める。1916年12月、海軍大佐に昇進。1918年12月、予備役に編入され、1921年5月に退役した。
退役後、神奈川県藤沢市（当時は藤沢町）鵠沼に居を移すが、直後に起こった関東地震では、遭難死した東久邇宮師正王の遺骸を運ぶために軍艦を相模湾に回航させたり、遭難死した住民26体の遺骸を地元青年団が荼毘に付す際の指揮を執ったりしたという逸話が残っている。
震災後は鵠沼西海岸に居を構え、神楽舎（ささらのや）と名付けて言語学、民俗学を研究し、同じ軍人出身の「岡書院」店主岡茂雄の勧めもあり、十数年で多くの著作を残した。また、扇谷正造をはじめ多くの青年たちが訪れて学んだ。
没後、弟子たちによって「松岡静雄先生之庵趾」という石碑が建てられ、現存する。言語学、民俗学における権威者であった。

## 栄典
位階
- 1899年（明治32年）3月10日 - 正八位[5]
- 1900年（明治33年）12月8日 - 従七位[6]
- 1902年（明治35年）12月25日 - 正七位[7]
- 1907年（明治40年）11月30日 - 従六位[8]
- 1913年（大正2年）2月10日 - 正六位[9]
- 1916年（大正5年）12月28日 - 従五位[10]

勲章等
- 1906年（明治39年）4月1日 - 功五級金鵄勲章・勲五等双光旭日章・明治三十七八年従軍記章[11]
- 1915年（大正4年）11月7日 - 勲三等旭日中綬章・大正三四年従軍記章[12]

## 家族・親族
- 実父：松岡操 - 儒者、医者
- 実母：たけ
- 兄
  - 松岡鼎 - 医師
  - 松岡俊次（早世）

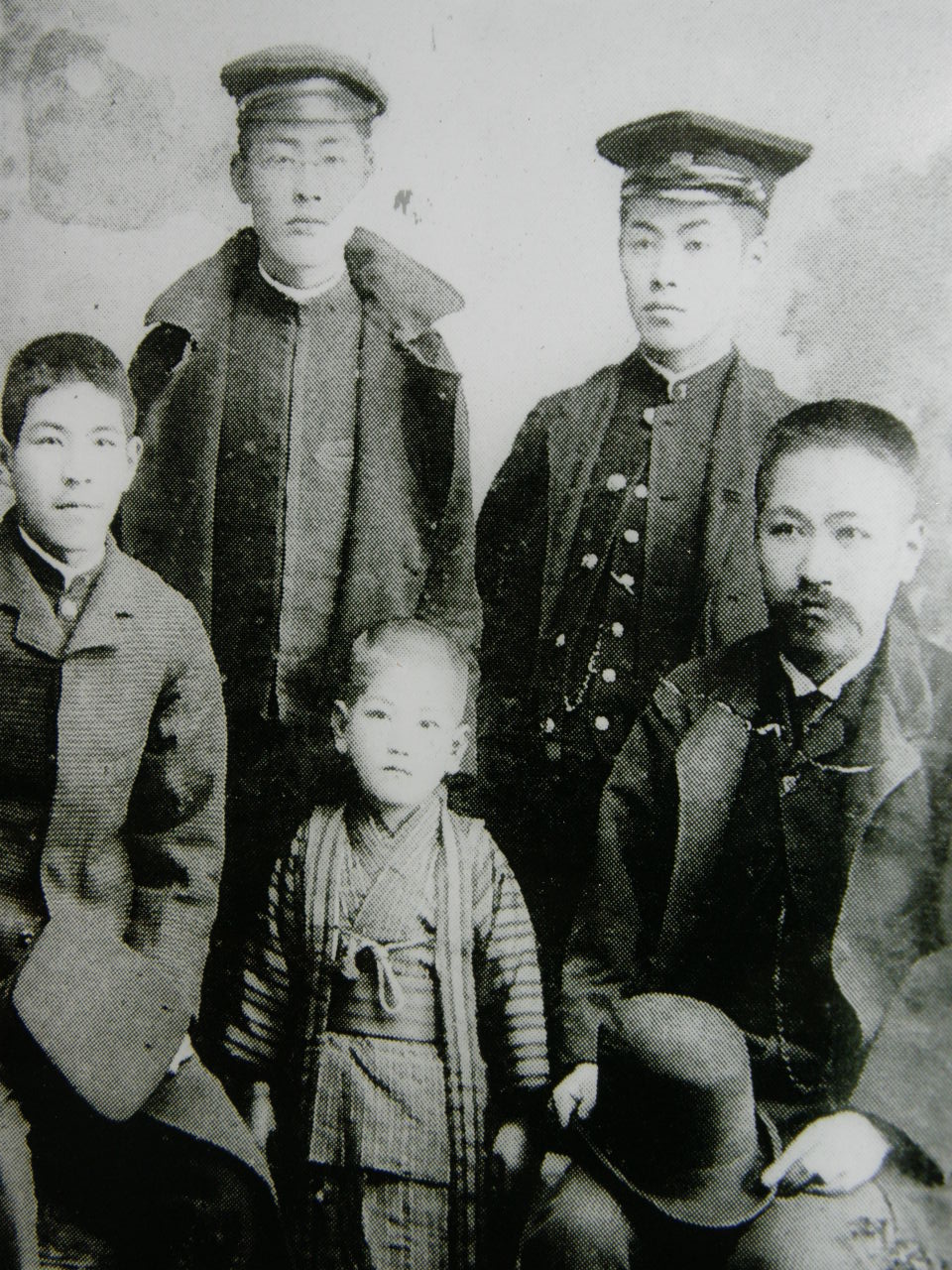
松岡家兄弟ら（前列右より、松岡鼎、松岡冬樹〔鼎の長男〕、鈴木博、後列右より、柳田國男、松岡輝夫〔映丘〕）

  - 井上通泰（松岡泰蔵） - 国文学者、歌人、医師
  - 松岡芳江（早世）
  - 松岡友治（早世）
  - 柳田國男 - 民俗学者
- 弟
  - 松岡輝夫（松岡映丘） - 日本画家
- 妻
  - 先妻 愛子 田尻稲次郎の次女（結婚の翌年に病没）
  - 後妻 松岡初子 野村靖の五女 - 姉の末子は中勘助の兄嫁。末子も初子も夫が脳出血で体が不自由になったことからとくに親しく交流した[13]。1962年没[14]。
- 子
  - 長女 磯部雪子
  - 次女 野口喜久子 - 毎日新聞社　
  - 長男 松岡磐木 - 法政大学教授（経営学）（1919－1995年）。著書に『経営管理論』『ひよどり凪の海』などがある。
  - 三女 かつみ

## 著書
- 『椰子栽培法』農商務省農務局、1915年
- 『送仮字法』海軍軍令部戦史編纂、1915年
- 『南溟の秘密』春陽堂、1917年
- 『和蘭語文典』（未定稿）日蘭交通調査会、1918年
- 『蘭和辞典』日蘭交通調査会、1921年
- 『爪畦史』岩波書店、1924年
- 『通俗文法講話』国語書院、1925年
- 『中間階級の研究』聚英閣、1925年
- 『太平洋民族誌』岡書院、1925年
- 『日本言語学』刀江書院、1926年
- 『チャモロ語の研究』郷土研究社、1926年
- 『日本古俗誌』刀江書院、1926年、日本図書センター 1983年
- 『播磨風土記物語』刀江書院、1927年
- 『ミクロネシア民族誌』岡書院、1927年
- 『民族学より見たる東歌と防人歌』大岡山書店、1928年
- 『常陸風土記物語』刀江書院、1928年
- 『中央カロリン語の研究』郷土研究社、1928年
- 『日本国体本義』日本国体本義編纂審議会、1928年
- 『日本古語大辞典』第1巻（語誌）・第2巻（訓話）刀江書院、1929年
- 『マーシャル語の研究』郷土研究社、1929年
- 『パラウ語の研究』郷土研究社、1930年
- 『中等学校に於ける国語研究並に教授法』、1930年
- 『歌学』新興学会出版部、1930年
- 『紀記論究神代篇1創世記』新興学会出版部、1930年
- 『ボナペ語の研究』郷土研究社、1930年
- 『紀記論究神代篇2諾冊二尊』同文館、1931年
- 『紀記論究神代篇3高天原』同文館、1931年
- 『紀記論究神代篇4出雲伝説』同文館、1931年
- 『紀記論究神代篇5国譲』同文館、1931年
- 『紀記論究神代篇6高千穂時代』同文館、1931年、全巻復刻教育出版センター、1986年
- 『ヤップ語の研究』郷土研究社、1931年
- 『紀記論究建国篇1神武天皇』同文館、1931年
- 『紀記論究建国篇2大和欠史時代』同文館、1931年
- 『紀記論究建国篇3師木宮』同文館、1931年
- 『紀記論究建国篇4日代官』同文館、1932年
- 『紀記論究建国篇5国内統一』同文館、1932年
- 『紀記論究建国篇6外藩帰伏』同文館、1932年、全巻復刻教育出版センター、1986年
- 『伊予上代史考　伊曽乃神社』郷土研究社、1932年
- 『紀記論究外篇古代歌謡』（上・下）同文館、1932年
- 『国語と民族思想』第1輯、1933年
- 『万葉集論究』第1輯、竜華社、1934年
- 『国語と民族思想』第2輯、1934年
- 『国語と民族思想』第3輯（国語教育是正号）、1934年
- 『万葉集論究』第2輯、竜華社、1934年、教育出版センター、1986年
- 『国語と民族思想』第4輯（上代思想研究号）、1934年
- 『国語と民族思想』第5輯（文法研究号）、1935年
- 『簡易文典』、1935年
- 『ミクロネシア語の綜合研究』岩波書店、1935年
- 『有田縁歌と防人歌』瑞穂書院、1935年
- 『神楽舎講堂湘南国語研究会誌』第1輯～第9輯、1935～1936年
- 『国体明徴上の一考察』時事新報社、1936年（以後没後刊行）
- 『新篇日本古語辞典』刀江書院、1937年
- 『増補日本古語大辞典』刀江書院、1937年、復刻東出版、1995年
- 『神楽台黙語』書物展望社、1938年
- 『日本固有民族信仰』刀江書院、1938年
- 『松岡静雄滞欧日記』中村義彦編、山川出版社、1982年。